# آلن راماژ
آلن راماژ (انگلیسی: Alan Ramage؛ زادهٔ ۲۹ نوامبر ۱۹۵۷) بازیکن کریکت، و بازیکن فوتبال اهل بریتانیا است.
از باشگاه‌هایی که در آن بازی کرده‌است می‌توان به باشگاه فوتبال میدلزبرو اشاره کرد.